# Personajes del Grishaverso
El Grishaverso es un universo ficticio compartido de novelas fantásticas, colecciones de relatos cortos y una adaptación televisiva creado por la autora estadounidense Leigh Bardugo. El universo está formado por las naciones de Ravka, Fjerda, Shu Han, Kerch, Novyi Zem y la Isla Errante, cada una de las cuales adapta elementos del lenguaje, la cultura y la tradición de países del mundo real (elementos a su vez extraídos de diferentes periodos de tiempo reales).
El sistema mágico del universo es la "pequeña ciencia", un arte practicado por usuarios de la magia llamados Grisha con la capacidad de manipular la materia en su nivel fundamental. Desde 2021, hay nueve novelas en el Grishaverse: la trilogía Sombra y hueso, la duología Seis cuervos, la duología Rey de cicatrices y dos colecciones de relatos cortos. A partir de 2021, hay nueve novelas en el Grishaverse: la trilogía Sombra y hueso, la duología Seis de cuervos, la duología Rey de cicatrices y dos colecciones de relatos cortos.

## Introducido en la trilogíaShadow and Bone

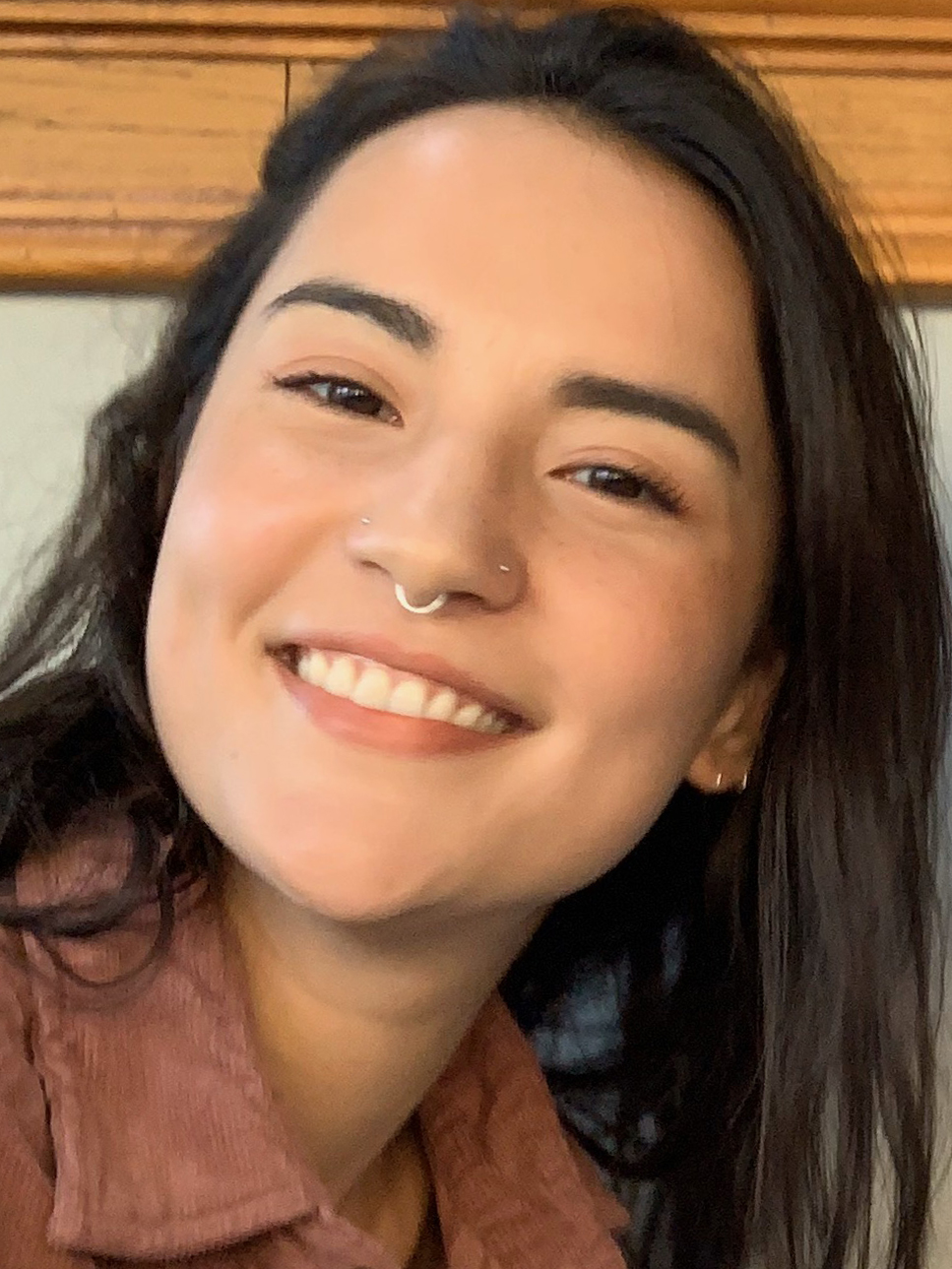
Jessie Mei Li en 2019.

Alina Starkov es invocadora del Sol y santa. Huérfana desde muy joven a causa de las Guerras Fronterizas, se une al Primer Ejército como cartógrafa. En una expedición al Pliegue Sombrío, un mar de oscuridad habitado por los volcra que temen la luz, descubre sus habilidades mágicas, que había reprimido inconscientemente. Se entrena en el Pequeño Palacio, se enamora de sus poderes y vive un breve romance con el Oscuro. 
Al darse cuenta de que el Oscuro no es quien ella creía, se embarca en una misión para encontrar los amplificadores de Morozova y aprovecha el merzost para dotarse del poder suficiente para enfrentarse al Oscuro y destruir el Pliegue. Sin embargo, hacerlo tiene un coste, y al final pierde tanto los amplificadores como su poder. Después, sus poderes de Invocación del Sol se dispersan aleatoriamente entre la población de Ravkan, y Alina renuncia a su puesto de líder de los Grisha para casarse con Mal. Más tarde, la pareja es propietaria de su orfanato Keramazin con su joven compañera Misha 

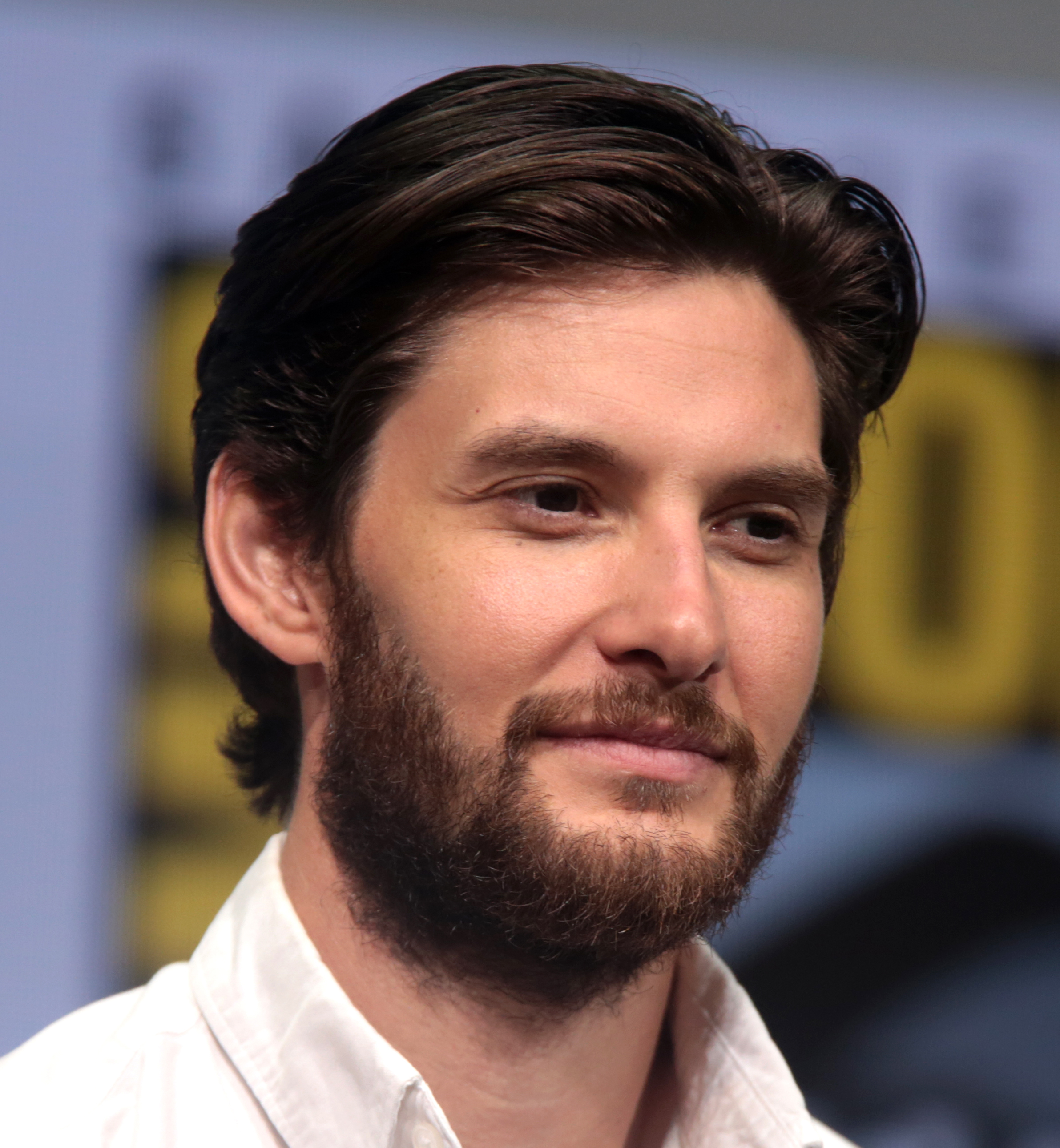
Ben Barnes en 2017

Aleksander Morozova, también conocido como El Oscuro, es un ambicioso Invocador de Sombras, amplificador viviente y comandante del Segundo Ejército. 
Originalmente era un chico normal con un don único. Pasó su infancia como fugitivo debido a la fuerte persecución contra los Grisha y vivió durante cientos de años intentando mantener a los Grisha a salvo de esa persecución. Hizo un trato con el rey Yevgeni para conceder protección a los grishas en el Pequeño Palacio a cambio de un ejército. Cuando empezó a experimentar con merzost, creó accidentalmente el Pliegue Sombrío, una región que divide Ravka por la mitad.
Ejecuta un golpe de Estado contra el rey en Asedio y tormenta con la ayuda de sus nichevo'ya, monstruos hechos de oscuridad, pero es asesinado por Alina en Ruina y resurgimiento.
En King of Scars, renace en el cuerpo de un acólito leal a su causa después de un exorcismo fallido llamado obisbaya.
En Rule of Wolves, se condena a sí mismo a una tortura eterna para evitar que el Pliegue de Sombras se regenere y consuma a Ravka. 
El Oscuro es el principal antagonista de la trilogía Sombra y hueso y el protagonista de la breve precuela El demonio en el bosque, que presenta al Oscuro en su infancia. En la serie de Netflix, es interpretado por Ben Barnes y uno de sus alias es General Kirigan.

### Nikolái Lantsov
Nikolai Lanstov se presenta disfrazado como el corsario Sturmhond . Se revela que es el príncipe más joven de Ravka y corteja a Alina para un matrimonio político, y los dos se acercan. Después de transformarse en un demonio de las sombras y volver a ser humano, su conciencia está ligada a un demonio . A pesar de ser ilegítimo, el trono pasa a él tras el exilio del rey y la muerte de su hermano. Quiere ayudar a su gente, pero lucha con su posición y, finalmente, cede el trono a Zoya. Después de aceptar a regañadientes a su demonio, permite que permanezca dentro de él y lo usa para luchar por él en varias batallas contra Fjerda. Está en una relación romántica con Zoya Nazyalensky.
Nikolai se presenta en Siege and Storm y es uno de los personajes principales de la duología King of Scars . Aparecerá en la segunda temporada de Shadow and Bone y será interpretado por Patrick Gibson .

### Zoya nazyalensky
Zoya Nazyalensky es una Grisha Squaller competitiva con la habilidad de invocar viento. Antes de los eventos de las novelas, ella era una admiradora del Darkling. Ella es hostil hacia Alina al principio, pero se une a ella y se vuelve contra él cuando su tía es asesinada por la expansión del Redil. Se convierte en miembro del Triunvirato Grisha, que reemplazó al Darkling al mando del Segundo Ejército.  Después de aprender con Sankt Juris, obtiene la capacidad de aprovechar los poderes de Grisha que no sean los suyos y recibe sus poderes de dragón mítico. Ella es nombrada reina después de que Nikolai renuncia al trono. Está en una relación romántica con Nikolai Lantsov.
Se la presenta como antagonista secundaria convertida en protagonista en la trilogía Shadow and Bone y un punto de vista principal en la serie King of Scars . Ella aparece en Crooked Kingdom en un papel menor. Zoya es interpretada por Sujaya Dasgupta en la serie de Netflix.

### Malyen Oretsev
Mal es un experto rastreador del Primer Ejército y amigo de la infancia de Alina, muy popular entre las chicas. A pesar de ser el interés amoroso de Alina, mantienen una relación conflictiva y él se muestra escéptico ante sus poderes y su nuevo papel en la salvación de Ravka. A pesar de sus reticencias, lidera la revolución. A lo largo de la serie, Mal se ve envuelto en un "cuadrado amoroso" en torno a Alina Starkov, en el que también participan Nikolai Lantsov y Aleksander Morozova "El Oscuro". En Rule of Wolves, Mal es fundamental para la huida del Oscuro tras ser apuñalado por un trozo de madera de espino, lo que permite al Oscuro obtener parte de su poder sobre la oscuridad. 
Aunque se le presenta en Shadow and Bone, tiene un papel más destacado en los dos libros siguientes. También hace un cameo en Rule of Wolves. Es interpretado por Archie Renaux en la serie de televisión.

### Baghra

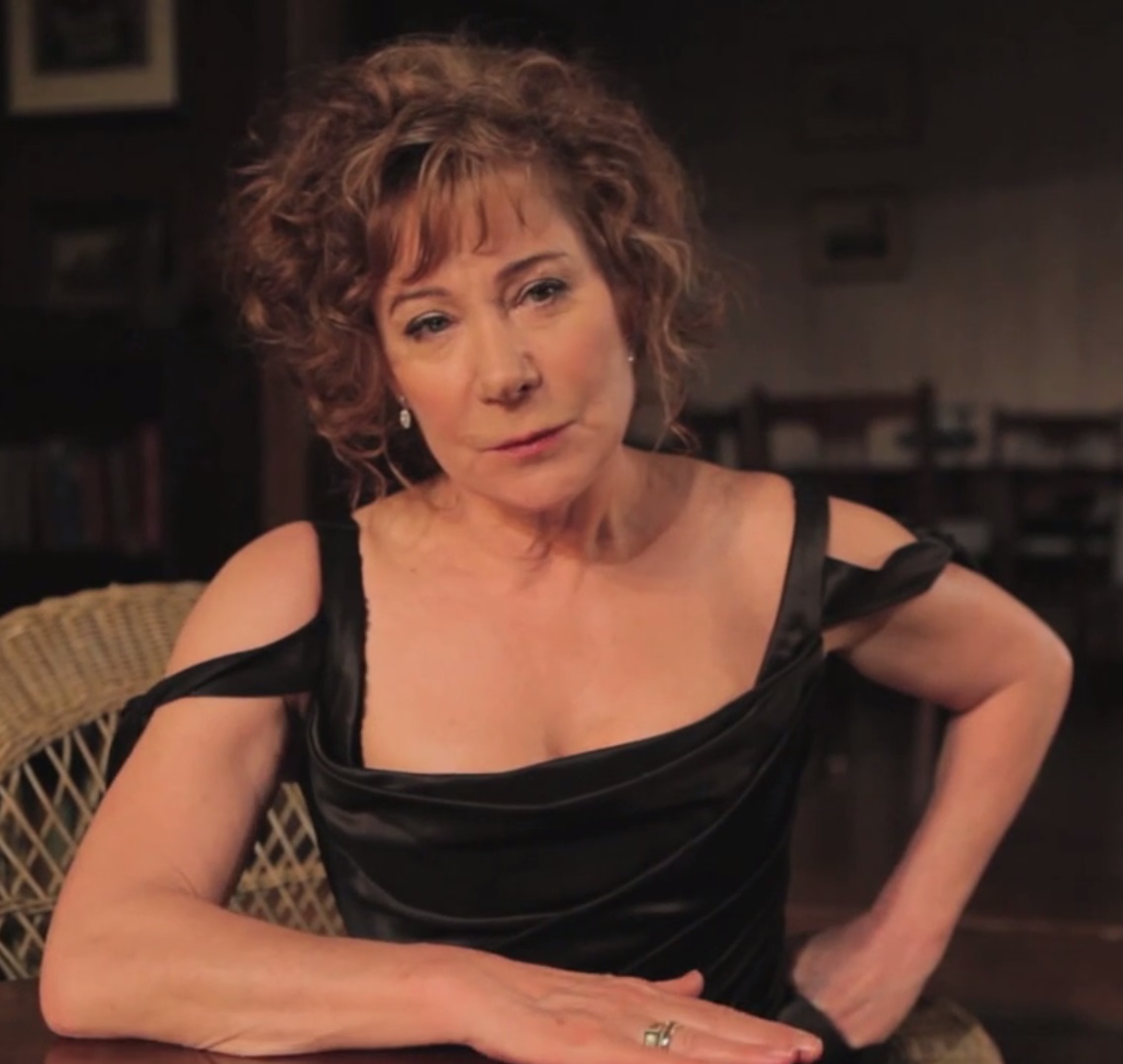
Zoe Wanamaker en 2013.

Baghra es una invocadora de las sombras que se presenta como una dura instructora de Alina en el Little Palace. Ella se revela a sí misma como la madre del Darkling, quien intencionalmente lo concibió y lo crio con la intención de hacerlo poderoso. Ella teme que él haya ido demasiado lejos e intenta intervenir alentando a Alina a huir, pero es castigada por su propio hijo. Ella se suicida a la mitad del tercer libro para detener las fuerzas de su hijo, lo que lo deja desconsolado y afligido.
Baghra aparece en la trilogía original y es retratada a una edad más joven en El demonio en el bosque . También es la madre de Ulla, quien aparece en el cuento "Cuando el agua cantó fuego". Es interpretada por Zoë Wanamaker en la serie de Netflix.

### Genya Safin
Genya Safin es una sastre conocida por su belleza. Ayuda a Alina cuando llega al Little Palace. A diferencia del resto de Grisha, Genya está asignada a trabajar para la Reina. Sin embargo, el rey abusa sexualmente de ella y la reina la resiente por ello. Genya permanece leal al Darkling, pero su nichevo'ya la mutila cuando ella lo traiciona para ayudar a Alina a escapar en Siege and Storm . Ella se une a Alina y ayuda a derrotar al Rey. Se casa con David Kostyk y se convierte en miembro del Triunvirato Grisha. Más tarde aparece en Crooked Kingdom para liberar a los cautivos de Grisha que están siendo transferidos a Ketterdam y restaurar el rostro original de Wylan. En las novelas de King of Scars, Genya ayuda a gobernar Ravka y participa en todas las conversaciones de guerra importantes.   
Genya es un personaje destacado en la trilogía original. También aparece en la duología Crooked Kingdom y King of Scars . Es interpretada por Daisy Head, una actriz británica, en la serie de Netflix.

### David Kostyk
David Kostyk es un Durast aficionado a los libros y sin pretensiones. Una figura tímida pero inteligente, fabrica armas y otros artilugios para que los usen Alina y los otros Grisha. En la primera novela, forja el amplificador de Stag para formar un collar para Alina. Se convierte en miembro del Triunvirato Grisha gobernante de Ravka debido a sus contribuciones al esfuerzo de guerra y crea armas militares en la guerra contra Fjerda. Muere cuando Fjerda bombardea Os Alta, pero sus planos continúan utilizándose y, finalmente, ayudan a llevar a Ravka a la victoria sobre Fjerda. En su funeral, Genya, Zoya y Nikolai están emocionalmente afectados por su muerte, no solo por su intelecto sino por lo leal y firme que fue a su causa. 
Es interpretado por Luke Pasqualino en la serie de televisión.

### Tamar y Tolia
Tamar Kir-Bataar y Tolya Yul-Bataar son gemelas Heartrender que forman parte de la tripulación de Sturmhond. Se vuelven leales a Alina y reconocen su santidad. Tolya es un hombre corpulento pero amable, fiel a Nikolai y Alina y apasionado por la poesía. Tamar es más pequeña, ágil y una guerrera que utiliza hachas gemelas para luchar contra sus enemigos. A pesar de su herencia Shu Han, se consideran Ravkan, aunque Tamar se une a la causa Shu Han para derrocar a su corrupta reina en Rule of Wolves. 
Se presentan en el segundo libro. Aparecerán en la segunda temporada de la serie de Netflix, con Tolya interpretado por Lewis Tan y Tamar por Anna Leong Brophy.

### Nadia y Adrik Zhabin
Nadia es una Squaller y antigua alumna del Pequeño Palacio, amiga de Marie, y más tarde jugó un papel decisivo en los esfuerzos por derrocar al Oscuro. Se hace amiga de Alina desde el principio, una figura pegajosa pero leal. Al igual que Alina, fue entrenada por Baghra. Más tarde se casa con Tamar y ayuda a liderar la nación de Ravka varios años después de la guerra. 
El hermano de Nadia, Adrik, aparece en Asedio y Tormenta como un joven grisha prometedor que se une a la rebelión con Alina y su improvisada tripulación para dar caza al amplificador final. Después de que nichevo'ya le afeitara el brazo, se vuelve gruñón y malhumorado, un rasgo de carácter por el que se hará famoso varios años después. A pesar de ello, sigue demostrando su lealtad al trono y permanece junto a Nikolai incluso después de presenciar cómo el demonio del otro hombre mata a otras personas.  
Nadia es interpretada por Gabrielle Brooks en la temporada 1 y Joanna McGibbon en la temporada 2. Marie es interpretada por Jasmine Blackborow en la primera temporada, y Adrik fue presentado en la segunda temporada, interpretado por Alistair Nwachukwu.

### Iván y Fedyor

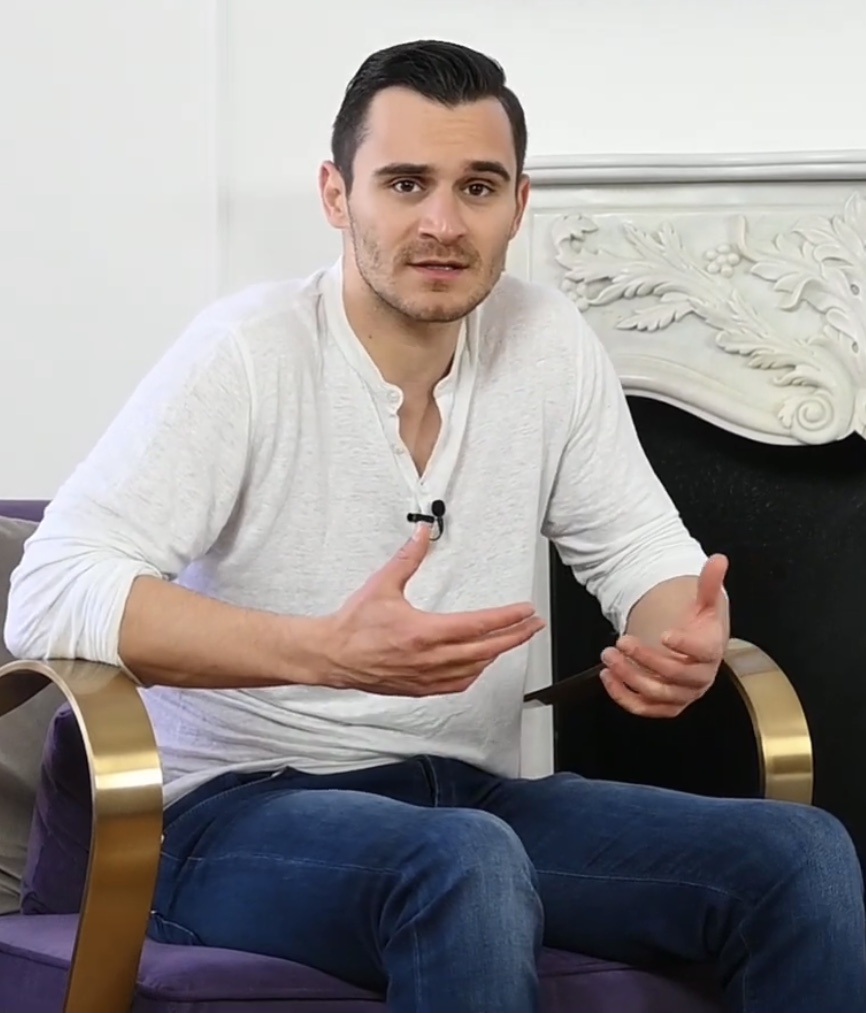
Julian Kostov en 2021.

van es un Grisha Heartrender y uno de los guardaespaldas favoritos del Oscuro en la Oprichniki. Posee un Amplificador y en los libros se le describe como "un joven alto y apuesto de piel bronceada y pelo castaño ondulado". Es severo y prefiere trabajar sin tonterías. Fedyor Kaminsky también es Grisha Heartrender y suele estar con Iván. Tiene un comportamiento alegre y coqueto, aunque se toma su trabajo muy en serio. La pareja destaca sobre todo por escoltar a Alina al Pequeño Palacio durante los acontecimientos de Sombra y Hueso. Después de que el Oscuro amplíe el Redil, Iván permanece leal al Oscuro y permanece con él hasta su muerte, mientras que Fedyor se pone del lado de Alina sólo para ser asesinado por el Oscuro.
Simon Sears interpreta a Ivan y Julian Kostov interpreta a Fedyor en el programa, donde se los representa como una pareja romántica.

### El Apparat

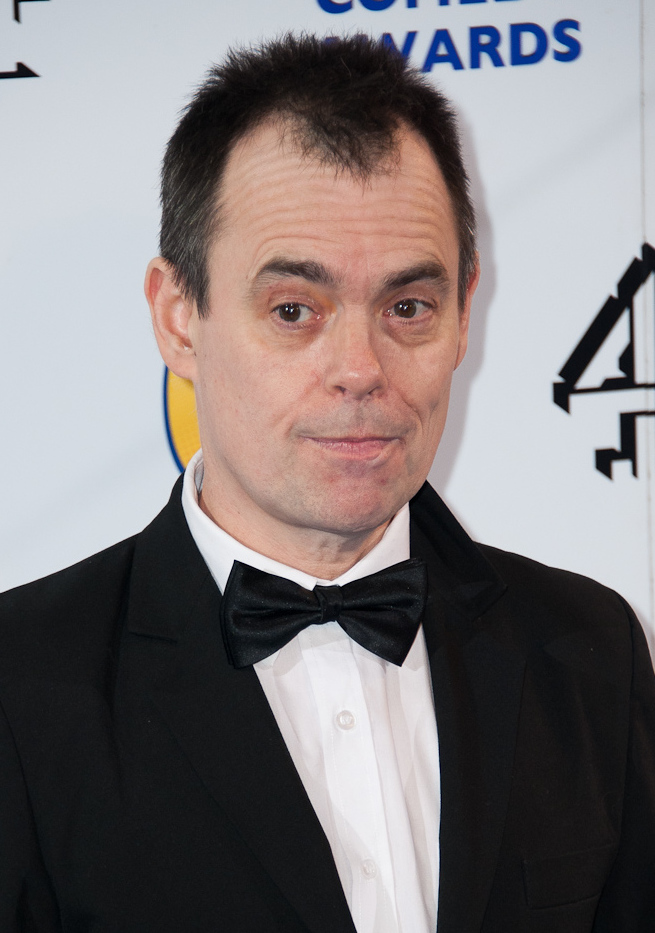
Kevin Eldon en 2013.

El Apparat es un hombre astuto e intrigante que se une a cualquier bando que domine la guerra entre Ravka y las demás naciones. Originalmente consejero del rey y la reina de Ravka, lidera la rebelión clandestina contra los Oscuros y es fundamental en su esfuerzo propagandístico al convertir a Alina en una Santa.
Posteriormente, abandona Ravka y se une a Fjerda cuando parece que Ravka va a ser destruida. Intenta matar a Nina durante Rule of Wolves pero fracasa y más tarde rechaza el nombramiento de Zoya como Reina. Posteriormente es detenido y encarcelado  
Es interpretado por Kevin Eldon .

## Introducido en la duologíaSix of Crows

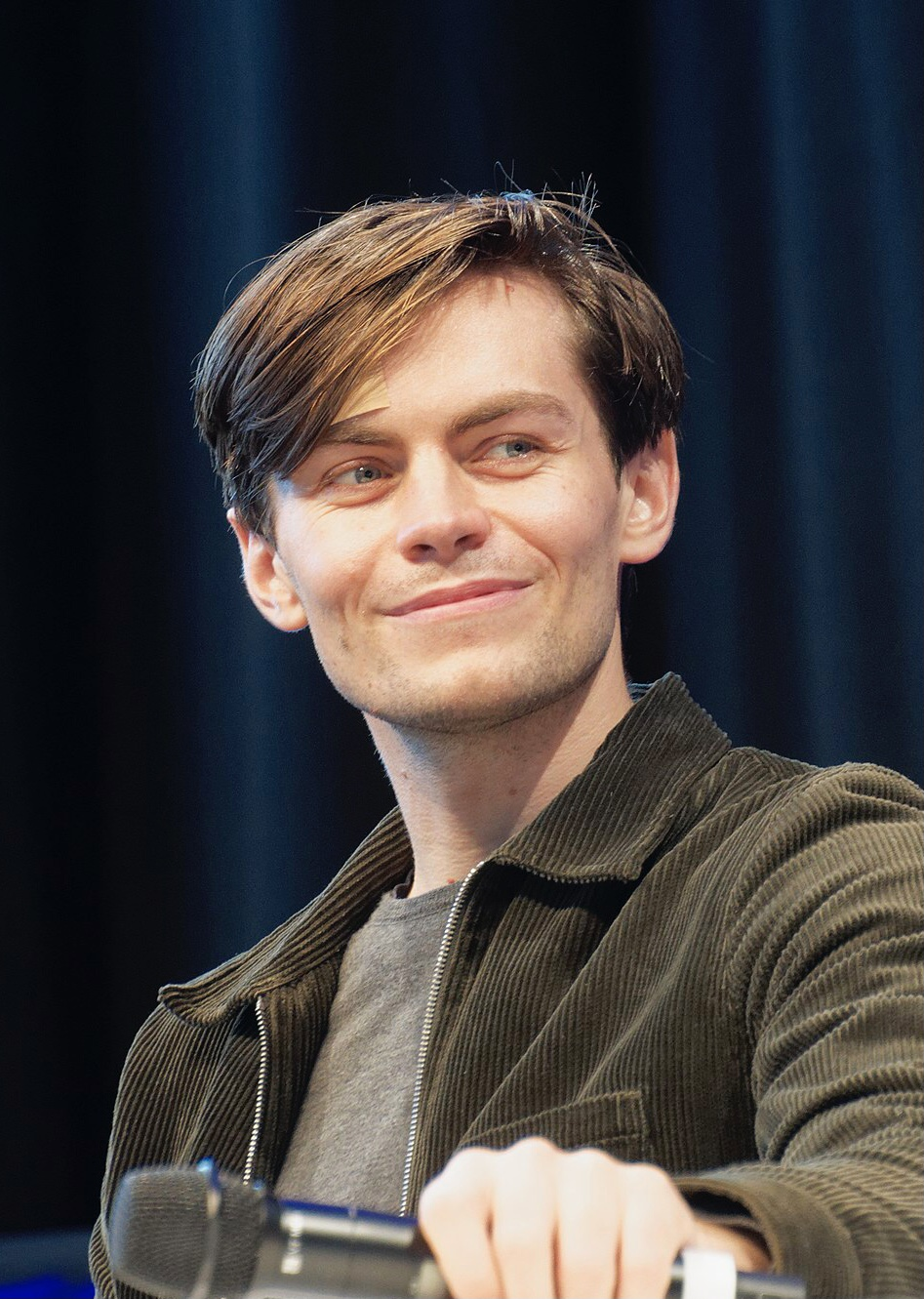
Freddy Carter en 2021.

Kaz Brekker, también conocido como Dirtyhands, es un maestro ladrón de 17 años con reputación de hacer cualquier cosa por el precio justo. Tiene una venganza personal contra Pekka Rollins, quien estafó a Kaz y a su hermano mayor Jordie con todo su dinero cuando llegaron por primera vez a Ketterdam. Es un lugarteniente de los Dregs y, como cerebro del grupo, el líder de facto de los Cuervos. Es gravemente hafóbico debido a un incidente traumático en su infancia y, por lo tanto, siempre usa guantes de cuero negro. Tiene una cojera en la pierna derecha debido a una fractura mal curada. Se le describe como muy pálido, con cabello oscuro y ojos marrón oscuro. Utiliza un bastón con cabeza de cuervo como ayuda para la movilidad y, ocasionalmente, como arma.
Kaz es un personaje principal de la duología Six of Crows . Es interpretado por Freddy Carter en la serie de Netflix.

### Inej Ghafa
Inej Ghafa es una niña Suli de dieciséis años de Ravka conocida como Wraith. Es una espía de los Dregs y es considerada la mejor espía de Ketterdam. Su familia eran artistas ambulantes y su acto era la cuerda floja, por lo que es extremadamente ágil y de pies ligeros. Es bastante supersticiosa y, con la excepción de Matthias, la más religiosa de los Cuervos. Sus armas preferidas son los cuchillos y siempre lleva consigo sus seis favoritas. Fue secuestrada por traficantes de esclavos y engañada para que trabajara en un burdel llamado Menagerie hasta que Kaz compró su contrato. Desde entonces, ha demostrado ser invaluable para Kaz y los Dregs, trabajando como su espía para pagar su contrato y ser libre para viajar o regresar a casa.  Se la describe como bajita, de piel bronceada y cabello negro, atada en una trenza.
Inej es un personaje principal de la duología Six of Crows . Ella es interpretada por Amita Suman en la serie de Netflix.

### Jesper Fahey
Jesper Fahey es un francotirador Zemeni-Kaelish de diecisiete años con un problema con el juego. Su padre cree que está estudiando en una universidad en Ketterdam, su ocupación hasta que descubrió el juego y se encontró muy endeudado. Se le describe como alto y larguirucho, de piel oscura y ojos grises. Al igual que su difunta madre, es un Grisha pero lo oculta para evitar ser secuestrado o asesinado. Sin embargo, esto lo ha llevado a volverse muy impulsivo y de labios sueltos, lo que ha puesto a los Cuervos en peligro varias veces. Casi nunca se le ve sin sus armas preferidas, revólveres gemelos con empuñadura de perla. Está en una relación romántica con Wylan van Eck.
Jesper es un personaje principal de la duología Six of Crows . Es interpretado por Kit Young en la serie de Netflix.

### Nina Zenik
Nina Zenik es una Grisha Heartrender de diecisiete años y ex soldado del Segundo Ejército de Ravkan, hasta que Matthias la capturó. Ella traicionó su confianza para protegerlo de los espías Grisha, eligiendo quedarse en Ketterdam con la esperanza de encontrar una manera de liberarlo de Hellgate. Inicialmente fue reclutada para unirse a Dime Lions, pero después de conocer a Inej, quien trajo una contraoferta de Kaz, decidió unirse a Dregs. Trabaja en el burdel White Rose y se especializa en alterar el estado de ánimo de los clientes. Tiene piel clara, cabello castaño espeso y ojos verdes, y se la describe como redonda y voluptuosa. Después de la muerte de Matthias, se embarca en una misión de reconocimiento en Fjerda, donde finalmente se compromete con Hanne Brum, quien se ha disfrazado como el príncipe Rasmus de Fjerda. En lugar de volver a unirse a Grisha o Crows, decide quedarse en Fjerda. 
Inicialmente es una Heartrender, pero la exposición y recuperación de jurda parem transformó sus poderes para controlar a los muertos, lo que le permitió manipular cuerpos y huesos inanimados y convertirse en la única Bruja Cadáver conocida. 
En King of Scars, está disfrazada de una mujer fjerdan llamada Mila Jandersdat, tratando de sacar a Grisha de contrabando de Fjerda.
Nina es un personaje principal tanto en la duología Six of Crows como en la duología King of Scars . Es interpretada por Danielle Galligan en la serie de Netflix.

### Matthias Helvar
Matthias Helvar es un drüskelle de dieciocho años de Fjerda. Un año antes de la historia, él y su compañera drüskelle secuestraron a Nina y otros Grisha, pero naufragaron en su camino de regreso a Fjerda. Llegó a tierra con Nina y se vieron obligados a trabajar juntos para evitar morir congelados, y finalmente llegaron a confiar el uno en el otro y buscar una relación romántica. Sin embargo, Nina luego lo acusó de ser un esclavista y fue encarcelado en la prisión de Hellgate en Ketterdam. Está en conflicto debido a su odio por Grisha y sus sentimientos por Nina. Kaz libera a Matthias de Hellgate debido a su conocimiento de la Corte de Hielo y lo soborna para que trabaje con los Cuervos a cambio de un indulto, lo que le permitiría regresar a Fjerda. Es el mayor, más alto y más musculoso del grupo con piel pálida, pelo rubio rapado y ojos azules.  Desarrolla una comprensión y un cuidado por los Grisha, pero es asesinado por un joven drüskelle en Crooked Kingdom.
Aparece en la duología Six of Crows . Es interpretado por Calahan Skogman en la serie de Netflix.

### Wylan van Eck
Wylan Van Eck es el hijo de un comerciante de 16 años con cierto talento para la demolición, a quien Kaz toma como miembro de la tripulación con la esperanza de usarlo como palanca contra su padre, Jan Van Eck. Es curioso, contemplativo y protegido y, a diferencia del resto de los Cuervos, se siente incómodo con las demostraciones de violencia. Es disléxico pero es un excelente alquimista, matemático y músico. Durante varias semanas después del exitoso atraco a Ice Court, Nina Zenik lo adapta para que se parezca a Kuwei Yul-Bo, pero luego recupera su apariencia. Se describe que tiene cabello rubio rojizo rizado y piel pálida. Está en una relación romántica con Jesper Fahey.
Wylan Van Eck, rebautizado como Wylan Hendricks, es interpretado por Jack Wolfe en la segunda temporada de Shadow and Bone .

### Kuwei Yul-Bo
Kuwei Yul-Bo es el hijo de Bo Yul-Bayur, el creador de jurda parem . Al igual que su padre, es un científico inteligente y astuto, pero a menudo oculta su sabiduría para parecer indiferente. En Six of Crows, Fjerda lo secuestra con la esperanza de crear más jurda parem para torturar a Grisha, pero su investigación se quema. A partir de entonces, se une a los cuervos cuando lo recuperan, finge su propia muerte al final de Crooked Kingdom y luego se traslada a Ravka con una nueva identidad donde ayuda a crear un antídoto para jurda parem.

### Pekka Rollins
Pekka Rollins es un señor del crimen Kaelish y líder de los Dime Lions, el principal rival de los Dregs y una de las bandas líderes en Ketterdam. Es dueño del Palacio Esmeralda, la Tienda de Dulces y el Príncipe Kaelish. Cuando Kaz y su hermano llegaron por primera vez a Ketterdam, los estafó bajo el alias de Jakob Hertzoon, lo que provocó que Kaz lo odiara desde hace mucho tiempo. Compite con los Dregs en su misión de infiltrarse en la Corte de Hielo, pero es capturado y encarcelado.  Kaz lo saca y luego le da un préstamo a los Cuervos debilitados después de que secuestraron a Inej. En Crooked Kingdom, Kaz lo amenaza reteniendo a su hijo pequeño como rehén y deja a Ketterdam en paz. Como parte del plan de Kaz, Nina usa sus nuevas habilidades de bruja de cadáveres para crear una plaga falsa en sus negocios, cerrándolos durante la cuarentena y paralizándolo financieramente.
Es interpretado por Dean Lennox Kelly en un papel invitado en la serie de televisión.

### Jan van Eck
Jan van Eck es el padre de Wylan, un rico comerciante que engaña a los Cuervos y desprecia a los que están debajo de él como inferiores. Es inteligente y astuto con un único enfoque en maximizar las ganancias y obtener el dominio sobre las casas comerciales de Kerch. Un hombre manipulador, Van Eck es el principal antagonista de la duología Six of Crows, apareciendo como un personaje principal en Crooked Kingdom, donde intercambia la vida de Inej para obtener la subordinación de los Cuervos. Más tarde es arrestado por sus crímenes y expuesto por su hijo (de quien abusó durante ocho años). 

### Per Haskell
Per Haskell es el exlíder de los Dregs, un anciano con ictericia que prefiere no meterse en problemas y evitar que los Dregs asuman riesgos. Deja que sus subordinados hagan todo el trabajo por él y se mantiene al margen cada vez que hay interrupciones en el Barril. A pesar de haber adoptado a Kaz y convertirse en una figura mentora sustituta para él, todos los demás en la Escoria conocen a Kaz como su verdadero líder y fuente de poder. Es egoísta, perezoso y fácil de provocar. Kaz luego lo usurpa y se convierte en el líder oficial de Dregs en nombre y posición.

### Tante Heleen
Heleen Van Houden es la dueña de Menagerie, un burdel exitoso ubicado en West Stave en Ketterdam. Una persona aceitosa y psicológicamente abusiva, se lamenta y se enorgullece de su dominio sobre las chicas de su burdel. Se dedica al tráfico de personas, a pesar de ser un comercio ilegal para poder obtener a sus empleados, a quienes ve como objetos más que como personas. En particular, compró a Inej, quien más tarde la vería como una figura importante que corrompía su vida. Más tarde, Kaz planta una plaga falsa en su burdel, dejándola en la ruina financiera.
Ella es interpretada por Deirdre Mullins en el programa de televisión.

### Colm Fahey
Colm Fahey es un agricultor jurda y el padre amoroso pero protector de Jesper. Se le describe como "clásicamente Kaelish" con cabello rojo oscuro, piel pálida y ojos grises. Honesto y sobreprotector, se apega a los valores que él y su difunta esposa esperaban inculcar en Jesper. Después de la muerte de su esposa, obligó firmemente a Jesper a reprimir sus habilidades Grisha, temiendo que sería perseguido si el mundo se enterara. Aparece en Crooked Kingdom, donde ayuda a los Cuervos en su esfuerzo contra Jan van Eck y se enfrenta a su hijo. 

### Jarl Brum
Jarl Brum es el capitán de la drüskelle y un feroz activista anti-Grisha. Es orgulloso y obstinado, un rasgo que le permite continuar gobernando a los drüskelle y obtener una influencia continua sobre Fjerda incluso después de la fallida protección de la Corte de Hielo. 

## Introducido en la duologíaKing of Scars

### hanne brum
Hanne Brum es la hija de Jarl, una persona feroz y rebelde que preferiría luchar o montar a caballo como soldado en lugar de participar en actividades cortesanas femeninas. Hanne es en secreto una sanadora y tiene una floreciente relación con Nina. Hanne finalmente finge la muerte y se adapta para parecerse al príncipe Rasmus de Fjerda, comprometiéndose con Nina algún tiempo después. Se da a entender que Hanne es transgénero, no binario o de género no conforme. 

### isaak andréyev
Isaak Andreyev es un soldado de Ravka que sirvió a las órdenes de Nikolai durante su mandato como rey de Ravka. Es un amigo cercano de Nikolai y se disfraza de rey con la sastrería de Genya cuando Nikolai está fuera tratando con los santos. Es asesinado por Mayu Kir-Kaat de Shu Han, que se ha disfrazado de princesa Ehri. 

### Mayu Kir-Kat
Mayu Kir-Kaat es la guardaespaldas de la princesa Ehri y soldado de Shu Han. Ella desarrolla sentimientos por Isaak mientras él está disfrazado de Nikolai, pero lo mata para cumplir con su deber. Más tarde sentiría un gran remordimiento por lo que hizo y se rebelaría contra la reina Makhi de Shu Han, liberando a los soldados khergud Grisha que estaban siendo alimentados con jurda parem, incluido su hermano gemelo Reyem. Más tarde asiste a la coronación de Zoya. 

### Sankt Juris de la Espada
Sankt Juris es un santo Grisha de la Isla Errante que mató a un dragón en su juventud. Se revela que todavía está vivo atrapado dentro del Shadow Fold junto a Sankta Lizabeta y Sankt Grigori. Se convierte en el mentor de Zoya y la entrena para convertirse en una Grisha más poderosa utilizando las formas más antiguas y adecuadas de usar Small Science. Es un Squaller, un Tidemaker, un Inferi y un Fabrikator. Lizabeta lo mata, pero continúa viviendo dentro de Zoya. Está basado en San Jorge .

### Sankta Lizabeta de las Rosas
Sankta Lizabeta es una santa Grisha y Fabrikator que posee un enjambre de abejas como su amplificador. Se revela que todavía está viva dentro del Shadow Fold junto a Sankt Juris y Sankt Grigori. Ella trata de revivir al Darkling creyendo que él es el verdadero rey de Ravka, pero Zoya lo mata.

### Sankt Grigori de los bosques
Sankt Grigori es un santo grisha y sanador que puede transformarse en oso. Se cree que sigue vivo en el Pliegue de Sombra junto a Sankt Juris y Sankt Lizabeta. No puede recuperar su forma original, por lo que cambia constantemente de forma, ganándose el nombre de "Grotesco". Más tarde, Lizabeta lo mata al intentar impedir que reviva al Oscuro.

## Personajes secundarios
- Vasili Lantsov es hermanastro materno de Nikolái. Es el heredero y único hijo biológico de Alejandro III, rey de Ravka. Se le describe con "ojos de párpados tan pesados que es difícil saber si está aburrido o borracho". Es asesinado por nichevo'ya cuando el Pequeño Palacio se ve desbordado, tras haber permitido inadvertidamente la entrada de los Oscuros en Ravka.  Es interpretado por George Parker en la serie de Netflix.
- Dubrov y Mikhael son rastreadores del Primer Ejército que eran amigos de Mal. Son asesinados por los Fjerdans mientras ayudan a Mal a rastrear al ciervo blanco.[17] Dubrov es interpretado por Andy Burse y Mikhael por Angus Castle-Doughty en el espectáculo.
- Aditi Hilli es la madre de Jesper y esposa de Colm. Una mujer bondadosa y altruista con habilidades Grisha, que veía a su hijo como "zowa", o bendecido. Mientras ayudaba a una niña, Leoni, ingirió veneno accidentalmente y murió. Ella es interpretada por Rhoda Ofori-Attah en un flashback.
- Marya Hendriks es la madre de Wylan y la exesposa de Jan. La declaran loca y la envían a una institución mental, pero Wylan luego la rescata y viven juntos a partir de entonces. Tiene problemas de memoria y se desvanece dentro y fuera de la claridad.
- Anika es miembro de la pandilla Dregs dirigida por Per Haskell y es muy leal a la pandilla.
- Bo Yul-Bayur es un químico de Shu y un fabricante de Grisha. El inventor de jurda parem, es muy buscado por países de todo el mundo. Creó parem como una forma de ocultar sus poderes y los de su hijo Kuwei de Shu Han, pero sin darse cuenta creó una solución que amplificaría los poderes de Grisha. Muere en el fuego cruzado entre Fjerdans y Kerch en Ahmrat Jen.
- Dunyasha Lazareva es una asesina de Ravkan entrenada en un monasterio en Ahmrat Jen, Shu Han, que afirma tener ascendencia en el linaje de Lantsov. Se la describe como la "sombra" de Inej, una asesina feroz y posiblemente loca. Durante los eventos de Crooked Kingdom, es contratada para matar a Inej pero falla; de hecho, Inej termina matándola.
- Specht es miembro de los Dregs y exmiembro de la marina de Kerch. Se le describe con una "mandíbula canosa y tatuajes que se extienden hasta la mitad del cuello". Es profundamente leal a Kaz, ayudando a los Cuervos a Fjerda para el atraco de la Corte Blanca y asumiendo trabajos ocasionales durante Crooked Kingdom para ellos.
- Rotty es un miembro de los Dregs a menudo mencionado con Specht, también leal a Kaz y los Cuervos. Está presente en el parlamento entre los Dregs y los Black Tips y los acompaña en el Ferolind.
- Jordan "Jordie" Rietveld es el hermano mayor de Kaz. Con la esperanza de convertirse algún día en un comerciante exitoso, Jordie buscó trabajo en el distrito financiero de Ketterdam y conoció a Rollins (disfrazado de Hertzoon). La pareja fue conducida a una empresa comercial falsa, forzada a salir a la calle y contrajo la plaga de Ketterdam. Muere y Kaz usa su cuerpo para nadar hasta la costa.  Es interpretado por Tommy Rodger en flashbacks.

## Introducido en la adaptación televisivade Shadow and Bone

### Temporada uno

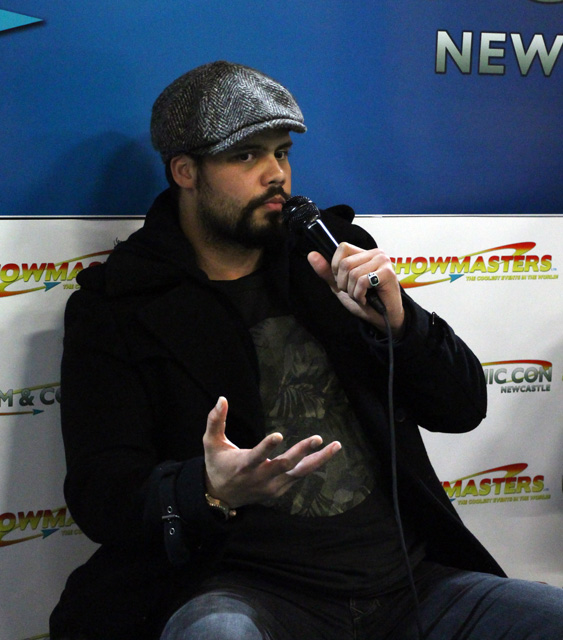
Howard Charles en 2016.

- Arken, también conocido como El Conductor, es un personaje original creado para la serie. Era un contrabandista de Kerch que transportaba ilegalmente personas y objetos a través del redil utilizando un tren que combate el efecto de la oscuridad y mantiene alejados a los volcra. Aunque al principio se creía que era un esclavista, se convierte en aliado de los Cuervos en su misión de infiltrarse en el Pequeño Palacio. Es muy devoto de los esfuerzos bélicos de los Ravkan para dividir Ravka Oriental y Occidental, llegando a intimar con su líder. Traiciona a los Cuervos e intenta matar a Alina, pero en su lugar mata a una Marie a su medida. Es torturado por los Oscuros para obtener información y, al parecer, asesinado después. Howard Charles interpreta al personaje en cinco episodios. El general Zlatan es un personaje original creado para la serie de Netflix. Es un general del Primer Ejército en Ravka Occidental que apoya su independencia y pretende liderar una insurrección. Es amigo de Arken y líder de un ejército de insurrectos no grisha, pero es asesinado junto a su ejército cuando el Darkling utiliza el poder del amplificador del ciervo para diezmar Novokribirsk. Se desconoce si alguno de sus seguidores sobrevivió. El personaje es interpretado por Tom Weston-Jones en tres episodios.